# Players (film, 2012)
Pour les articles homonymes, voir Player.
Pour plus de détails, voir Fiche technique et Distribution.
Players (hindi : प्लेयर्स) est un film indien sortie en 2012. Thriller d'action réalisé par le duo Abbas-Mustan il réunit dans les rôles principaux Abhishek Bachchan, Sonam Kapoor, Neil Nitin Mukesh, Bipasha Basu, Bobby Deol, Omi Vaidya (en) et Sikander Kher. Il s'agit d'un remake du film de Hollywood Braquage à l'italienne. Il raconte l'histoire d'une équipe de voleurs qui a l'intention de voler de l'or.
Le tournage s'est déroulé en Inde, en Nouvelle-Zélande et en Russie.

## Fiche technique
- Titre : Players
- Réalisation : Abbas-Mustan
- Scénario : Rohit Jugraj, Sudip Sharma
- Musique : Pritam Chakraborty
- Producteur : Abbas-Mustan
- Distribution : Paramount Pictures, Viacom18 Motion Pictures, Burmawala Partners
- Pays de production : Inde
- Langue : Hindi
- Genre : thriller, film d'action
- Durée :
- Dates de sortie : 
  - Inde, Canada : 6 janvier 2012
  - France : 12 janvier 2012

## Distribution
- Abhishek Bachchan
- Sonam Kapoor
- Bobby Deol
- Bipasha Basu
- Aftab Shivdasani
- Neil Nitin Mukesh
- Omi Vaidya (en)
- Vyacheslav Razbegaev
- Johny Lever
- Sikander Kher
- Sumit Sarkar